# 리플레이스먼트 킬러
《리플레이스먼트 킬러》(영어: The Replacement Killers)는 미국에서 제작된 앤트완 퓨콰 감독의 1998년 범죄 액션 스릴러 영화이다. 저우룬파, 미라 소비노 등이 출연하였고, 브래드 그레이 등이 제작에 참여하였다.

## 출연진
- 저우룬파
- 미라 소비노
- 마이클 루커
- 쩡장
- 위르겐 프로흐노
- 틸 슈바이거
- 대니 트레이호
- 클리프턴 콜린스 주니어
- 칼로스 고메즈
- 프랭크 메드라노
- 패트릭 킬패트릭
- 랜들 덕 김
- 니키 미쇼

## 기타 제작진
- 공동 제작: 마이클 맥도널
- 배역: 웬디 커츠먼
- 미술: 나오미 쇼핸
- 의상: 아리앤 필립스
- 음악 감독: 랠프 솔

## 우리말 녹음
MBC 성우진
- 신성호 - 존 리 (저우룬파)
- 윤성혜 - 메그 코번 (미라 소비노)
- 김태훈
- 김명수
- 박조호
- 김기철
- 송준석
- 이상범
- 고성일
- 김서영
- 노계현

## 같이 보기
- 삼합회